# Forteviot Hall

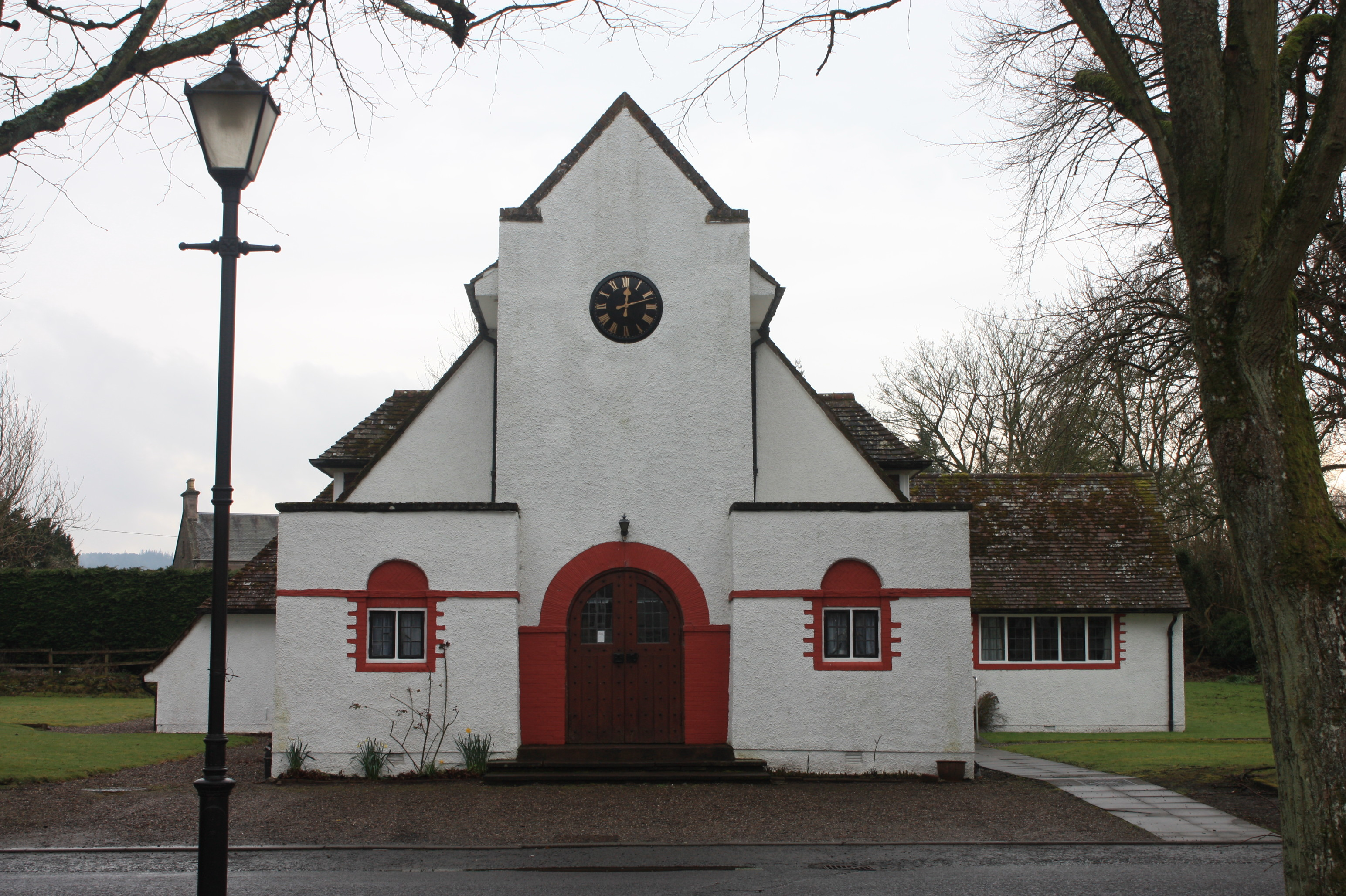
Forteviot Hall

Die Forteviot Hall ist die Gemeindehalle der schottischen Ortschaft Forteviot in der Council Area Perth and Kinross. 1981 wurde das Bauwerk in die schottischen Denkmallisten in der höchsten Denkmalkategorie A aufgenommen.

## Geschichte
Die kleine Ortschaft Forteviot blickt auf eine lange Geschichte zurück und war einst Hauptstadt eines piktischen Königreichs. John Dewar, 1. Baron Forteviot, Politiker und Miteigentümer des Whiskykonzerns Dewar’s, veranlasste die Neugestaltung der Ortschaft im Stile einer englischen Gartenstadt. Der schottische, vornehmlich in Glasgow aktive Architekt James Miller plante Dewars Vision und setzte sie zwischen 1925 und 1927 um. Die Forteviot Hall wurde 1925 errichtet.

## Beschreibung
Die hohe, einstöckige Forteviot Hall steht im Südteil des heutigen Weilers. Sie steht gegenüber dem Ensemble Forteviot Square. Ihre Fassaden sind mit Harl verputzt, wobei Zierbändern und verzierte Gebäudeöffnungen aus Backstein abgesetzt sind. Niedrigere rückwärtige Flügel flankieren den straßenseitig heraustretenden Giebel. An den Flanken sind die Fenster über die Traufe fortgeführt. Die abschließenden Dächer sind mit rötlichen englischen Ziegeln eingedeckt.